# Faro de Calanans
El faro de Calanans es un faro del municipio de Cadaqués (Gerona, España), en la comarca del Alto Ampurdán, y está incluido en el Inventario del Patrimonio Arquitectónico de Cataluña.

## Historia
El faro de Calanans fue proyectado, como otros, en tiempos de la reina Isabel II, al regular el plan general de alumbramiento de costas y puertos del Estado, en 1847. Aun así, no se construyó hasta años más tarde y fue inaugurado en 1864. La construcción fue atribuida al ingeniero J.M. Faquinetto, autor del faro de Cabo de Creus.
En el año 1904 hubo un plan de reforma que no se llegó a realizar. El año 1926 fue modernizado y pasó a ser considerado de tercer orden. Se sustituyó la linterna prismática de luz fija por una circular de 1,80 m de diámetro, con mecanismo giratorio que producía grupos de tres ocultaciones (dos luces cortas seguidas de una de larga), cada 15 segundos, con el mismo alcance. Desde la década de 1960 el faro es automático y no hay personal adscrito, los fareros de Cruces son los encargados de su mantenimiento.